# Gare d’Orgerus - Béhoust
Gare d’Orgerus - Béhoust vasútállomás Franciaországban, Orgerus településen.

## Vasútvonalak
Az állomást az alábbi vasútvonalak érintik:
- Saint-Cyr-Surdon-vasútvonal

## Kapcsolódó állomások
A vasútállomáshoz az alábbi állomások vannak a legközelebb:
- Gare de Tacoignières - Richebourg (Gare de Dreux, Transilien N)
- Gare de Garancières - La Queue (Paris Gare Montparnasse, Transilien N)